# Michael Anti
Michael Anti (n. 2 august 1964, Orange, California, SUA) este un trăgător de tir ce a reprezentat Statele Unite ale Americii, medaliat olimpic. A participat la o ediție a Jocurilor Olimpice (2004) în care a câștigat o medalie de argint.

## Participări
Lista de mai jos prezintă principalele competiții la care a participat Michael Anti de-a lungul carierei.
- shooting at the 2004 Summer Olympics – men's 50 metre rifle three positions[*]